# Svenska Argus

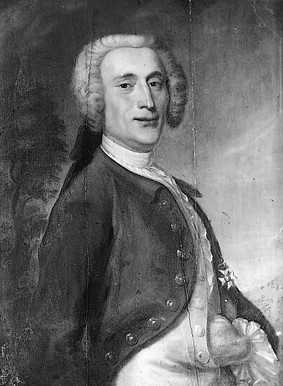
Olof von Dalin, autor del Argos sueco, y prominente figura de la Ilustración de Suecia.

Then Swänska Argus (transcrito en sueco moderno, Den Svenska Argus, el Argos sueco) es una publicación periódica semanal escrita en su totalidad por el poeta Olof von Dalin, entre 1732 y 1734. Tenía cada número entre 6 y 10 páginas y contenía relatos cortos, poemas, editoriales y obras teatrales. Esta obra se considera la primera escrita en lo que se denomina joven sueco nuevo, y destacaba por su novedoso estilo, vivaz y coloquial, así como por sus importantes aportaciones a la ortografía sueca. 
El Argos sueco sigue, como ha sido destacado ampliamente, la estela de semanarios y periódicos ingleses como The Tatler, y sobre todo, The Spectator de Addison. Dalin ha sido considerado, en lo esencial, como un lingüista formado en la Universidad de Lund y posteriormente,  en la Corte Real de Suecia. La obra fue divulgada y bastante apreciada en su época, siendo reeditada entera en 1754. Dalin ascendería, gracias a la celebridad que le prestó, al cargo de bibliotecario real en 1737, y  después a consejero real en 1753.